# أبيبعل
أبيبعل أو أبي بعل (بالغة الفينيقية: 𐤀𐤁𐤅𐤁𐤏𐤋) هو ملكٌ فينيقي حكم كامل فينيقيا ووحدها تحت ملكه.

## التاريخ
اشتهر بأنه ملك صور في القرن العاشر قبل الميلاد وهو والد الملك الشهير حيرام الأول. المعلومات الوحيدة المعروفة عنه مستمدة من مقطعين في ضد أبيون وهو هو عمل جدلي كتبه يوسيفوس فلافيوس كدفاع عن اليهودية، ط 117 و ط 118. كل ما قيل في هذه المقاطع أنه سبق ابنه حيرام على عرش صور وأيضًا هناك ذكر له في قاعدة تمثال شيشنق الأول. لا يعرف طول فترة حكمه ولا أجداده وبالتالي فإن تأريخ أبيبعل يعتمد على تأريخ ابنه حيرام وهنا يمكن تحديد تاريخ وفاة أبيبعل المتوقعة فقط بناء على المعلومات المحفوظة في كتابات يوسيفوس فيما يتعلق بطول الفترة الزمنية بين تأسيس قرطاج (أو من رحلة عليسة من صور) حتى السنة الأولى من حكم حيرام.[بحاجة لمصدر]

## معنى الاسم
أبي بعل معناه أبي هو بعل، ذكر المؤرخ يوسفوس أن حيرامَ، ملكَ صور، يحمل الاسم Abi Balos.